# Alfred Fiodorov
Alfred Pavlovitch Fiodorov (en russe : Альфред Павлович Фёдоров) est un footballeur international et entraîneur de football  soviétique né le 7 juin 1935 à Kouïbychev et mort le 8 octobre 2001 dans la même ville, renommée entre-temps Samara.

## Biographie

### Carrière de joueur
Né dans la ville de Kouïbychev, Alfred Fiodorov intègre durant sa jeunesse les rangs du club local du Lokomotiv avant de rejoindre en 1955 le Krylia Sovetov Kouïbychev, où il ne joue qu'avec l'équipe réserve. Partant l'année suivante à l'Avangard Tcheliabinsk, il fait sous ces couleurs ses débuts dans la deuxième division soviétique. Après être un bref passage à l'Avangard Kharkiv en début d'année 1957, il revient ensuite au Krylia Sovetov Kouïbychev durant le mois de mai.
Fiodorov doit par la suite attendre près d'un an pour faire ses débuts au première échelon, jouant son premier match le 20 avril 1958 face au Spartak Moscou et marquant à cette occasion le seul but de son équipe qui est finalement battue sur le score de 3-1.
S'imposant par la suite comme titulaire au club où il évolue durant une grande partie des années 1960, Fiodorov termine notamment championnat de la deuxième division en 1961 avant de disputer la finale de la Coupe d'Union soviétique, finalement perdue face au Dynamo Kiev. Ses performances au sein de l'équipe lui valent également d'être sélectionné par Nikolaï Morozov avec la sélection nationale dans le cadre d'un match amical face à la Yougoslavie le 4 septembre 1965.
Après une dizaine de saisons au Krylia Sovetov, durant lesquelles il cumule plus de 220 matchs disputés pour huit buts marqués, Fiorodov prend finalement sa retraite au cours de l'année 1967 à l'âge de 32 ans.

### Carrière d'entraîneur
Peu après la fin de sa carrière de joueur, Fiorodov est nommé à la tête de l'équipe locale du Metallourg Kouïbychev en troisième division durant l'été 1968, poste qu'il occupe jusqu'à la fin d'année 1969. En début d'année 1970, il devient le premier entraîneur du jeune Torpedo Togliatti qu'il dirige jusqu'au mois d'avril 1976. Il entraîneur par la suite le Gastello Oufa (en) entre la mi-1976 et la mi-1978 puis le Turbina Syzran durant l'année 1979.
Durant le mois d'avril 1980, Fiodorov fait son retour au Krylia Sovetov Kouïbychev et remplace Viktor Kirch (ru), limogé après de mauvais débuts dans le championnat de deuxième division après la relégation du club à l'issue de l'année précédente. Son arrivée ne sort cependant pas l'équipe de sa spirale négative et amène à son renvoi à la mi-octobre après six mois en poste, tandis que le club descend finalement au troisième échelon à la fin de l'année pour la première fois de son histoire.
Après avoir entraîné par la suite le Metallourg Magnitogorsk pour la saison 1981, Fiodorov devient formateur dans les écoles de sports de Kouïbychev pendant une grande partie des années 1980 avant de faire son retour à la tête du Torpedo Togliatti entre 1988 et 1989. Il dirige ensuite brièvement le Svetotekhnika Saransk en début d'année 1990 avant d'entraîner le Bugeac Comrat pour la saison 1991. Il retourne ensuite à Kouïbychev où il retrouve son rôle de formateur dans les écoles de sports de la ville jusqu'en 1995.
À l'issue de cette dernière période, il se retire définitivement du football et monte par la suite une entreprise de négoce qu'il dirige jusqu'à sa mort le 8 octobre 2001 à l'âge de 66 ans.

## Statistiques de joueur
| Saison                | Club                      | Championnat           | Championnat | Championnat | Coupe(s) nationale(s) | Coupe(s) nationale(s) | Total | Total |
| Saison                | Club                      | Division              | M.          | B.          | M.                    | B.                    | M.    | B.    |
| 1958                  | Krylia Sovetov Kouïbychev | D1                    | 10          | 1           | -                     | -                     | 10    | 1     |
| 1959                  | Krylia Sovetov Kouïbychev | D1                    | 15          | 0           | -                     | -                     | 15    | 0     |
| 1960                  | Krylia Sovetov Kouïbychev | D1                    | 27          | 0           | -                     | -                     | 27    | 0     |
| 1961                  | Krylia Sovetov Kouïbychev | D2                    | 26          | 0           | -                     | -                     | 26    | 0     |
| 1962                  | Krylia Sovetov Kouïbychev | D1                    | 17          | 0           | -                     | -                     | 17    | 0     |
| 1963                  | Krylia Sovetov Kouïbychev | D1                    | 37          | 3           | -                     | -                     | 37    | 3     |
| 1964                  | Krylia Sovetov Kouïbychev | D1                    | 30          | 1           | 3                     | 0                     | 33    | 1     |
| 1965                  | Krylia Sovetov Kouïbychev | D1                    | 31          | 2           | 4                     | 0                     | 35    | 2     |
| 1966                  | Krylia Sovetov Kouïbychev | D1                    | 26          | 1           | -                     | -                     | 26    | 1     |
| Total sur la carrière | Total sur la carrière     | Total sur la carrière | 219         | 8           | 7                     | 0                     | 226   | 8     |

## Palmarès
Krylia Sovetov Kouïbychev
- Coupe d'Union soviétique :
  - Finaliste : 1964.

- Championnat d'Union soviétique D2 (1) :
  - Champion : 1961.